# Roundup

Struktura chemiczna glifosatu, substancji czynnej Roundupu

Roundup – nazwa handlowa nieselektywnego herbicydu zawierającego jako substancję czynną glifosat, produkowany przez koncern Monsanto. Zwalcza niemal wszystkie rośliny, dlatego może być stosowany przed założeniem plantacji roślin, wschodem uprawianej rośliny lub tuż przed zbiorem. Stosowany jest też na nieużytkach i w sadach. Stosowany jest w celu zwalczenia uciążliwych chwastów.
Uzyskał szczególne znaczenie po opracowaniu roślin uprawnych modyfikowanych genetycznie, odpornych na działanie glifosatu. Umożliwia to opryski upraw tym środkiem w celu selektywnego niszczenia chwastów.
Nasiona zmodyfikowane genetycznie, odporne na Roundup noszą oznaczenie Roundup Ready. 
Roundup dostępny jest w różnych stężeniach i z różną zawartością substancji pomocniczych (w większości stanowiących tajemnicę producenta, ujawniony jest jedynie surfaktant – polietoksylowany łój) ułatwiających glifosatowi przenikanie przez błony komórkowe.

## Bezpieczeństwo
W roku 2012 francuska grupa Gilla-Erica Séraliniego, kontynuując swoje badania nad długoterminowymi skutkami spożywania glifosatu i GMO,  opublikowała pracę Long-term toxicity of a Roundup herbicide and a Roundup-tolerant genetically modified maize, z której wynikała znacząca szkodliwość długotrwałego karmienia szczurów genetycznie modyfikowaną kukurydzą, jak i podawania im żywności zawierającej niskie stężenia preparatu Roundup. Badania te spotkały się z silną krytyką środowiska naukowego, w efekcie czego publikacja została wycofana przez wydawcę (w roku 2014 została jednak w niezmienionej formie opublikowana w innym czasopiśmie naukowym). 
W Polsce, podobnie jak w innych krajach UE, gama produktów firmy Monsanto pod nazwą Roundup sprzedawana była z etykietami informującymi o uleganiu biodegradacji środka. Ta informacja została uznana za nieprawdziwą (Roundup nie ulegał rozkładowi w środowisku), a firma Monsanto przegrała proces sądowy w tej sprawie m.in. we Francji, wskutek czego została nałożona na nią grzywna finansowa. Nakazano usunięcie wprowadzającej w błąd klientów adnotacji również w Polsce. 
W roku 2015 Międzynarodowa Agencja Badania Raka zaklasyfikowała glifosat jako substancję prawdopodobnie rakotwórczą dla ludzi (grupa 2A) ze względu na ograniczone dowody na zwiększanie ryzyka wystąpienia chłoniaka nieziarniczego. W związku z tym Francja zapowiedziała wycofanie preparatu z wolnej sprzedaży. Firma Monsanto nie zgodziła się z wnioskami z badań i wezwała WHO do zwołania pilnej narady. W 2016 roku w komunikacie wydanym po wspólnej konferencji FAO Panel of Experts on Pesticide Residues in Food and the Environment oraz WHO Core Assessment Group on Pesticide Residues stwierdzono, że zarówno genotoksyczność, jak i rakotwórczość glifosatu dla ludzi jest mało prawdopodobna  przy jego przewidywanej zawartości w diecie.